# Dayuan (Taoyuan)
Dayuan (chinesisch 大園區, Pinyin Dàyuán Qū, Hakka Tai-ien-sṳ, Pe̍h-ōe-jī Toā-Hng-khu) ist ein Bezirk im Norden der regierungsunmittelbaren Stadt Taoyuan in Taiwan.

## Lage und Geschichte
Dayuan liegt am nördlichen Rand der Stadt Taoyuan an der Küste der Taiwanstraße, die Nachbarbezirke sind Guanyin im Westen, Zhongli im Süden und Luzhu im Osten. Das Gebiet des Bezirks ist weitgehend flach und traditionell landwirtschaftlich, vor allem durch Reisanbau, geprägt. Die Küste besteht zum Teil aus Sandstrand.

## Bedeutung
In Dayuan liegt der größte und bedeutendste internationale Flughafen Taiwans, der Flughafen Taiwan Taoyuan. Hier befinden sich der Hauptsitz von China Airlines, der bedeutendsten taiwanischen Fluggesellschaft, sowie die Basen der Fluggesellschaften EVA Air, Tigerair Taiwan und V Air. Der Flughafen und damit auch der Bezirk sind durch die Autobahn Nr. 2 an das taiwanische Fernverkehrsnetz und an den Großraum Taipeh angebunden. 
An der Küste von Dayuan liegt der Fischereihafen Zhuwei, der größte Fischereihafen der Stadt Taoyuan, dessen wirtschaftliche Bedeutung im Schwinden begriffen ist. In jüngerer Zeit ist man bestrebt, den Hafen als touristische Attraktion zu gestalten.

## Galerie

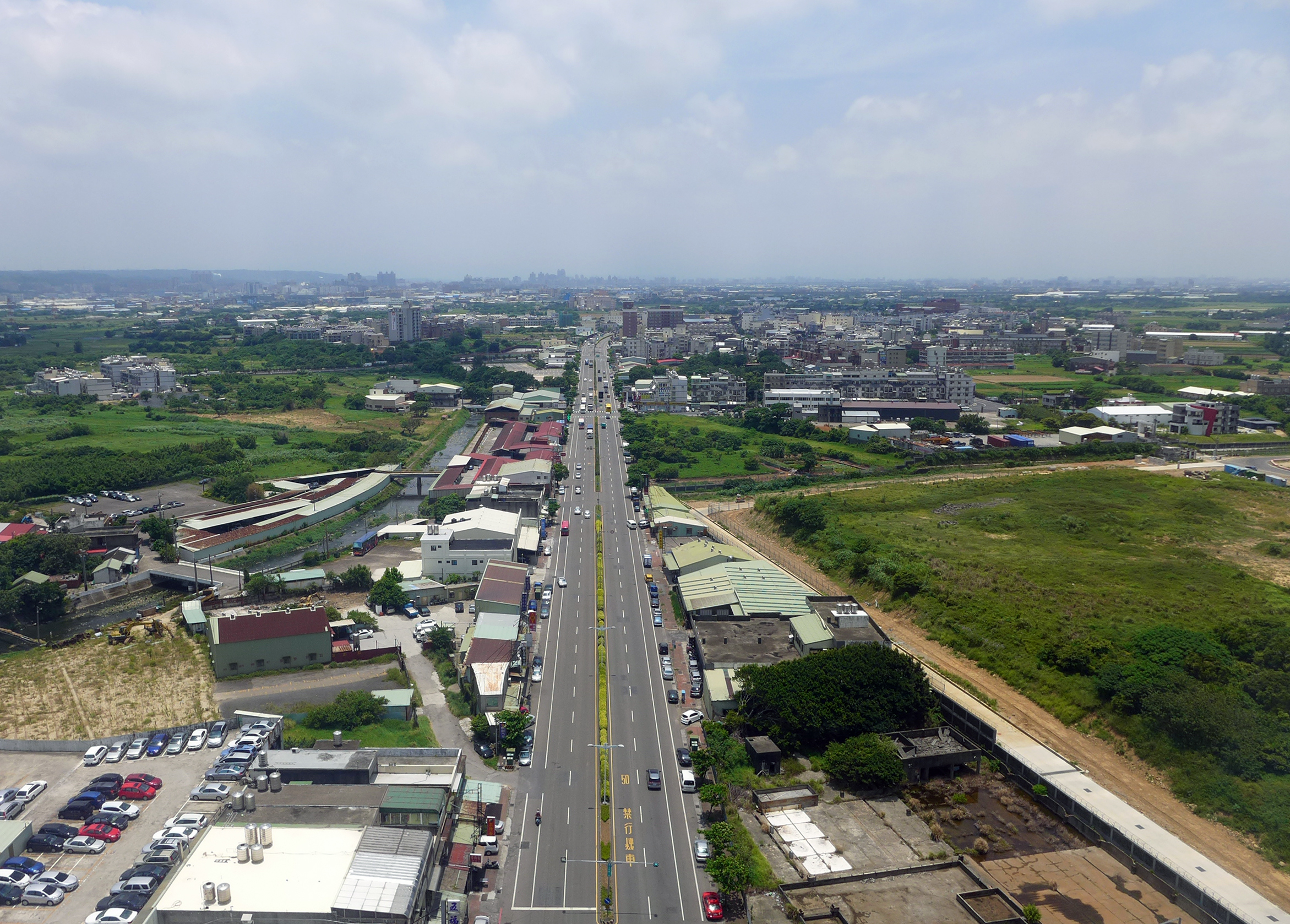
Blick auf Dayuan
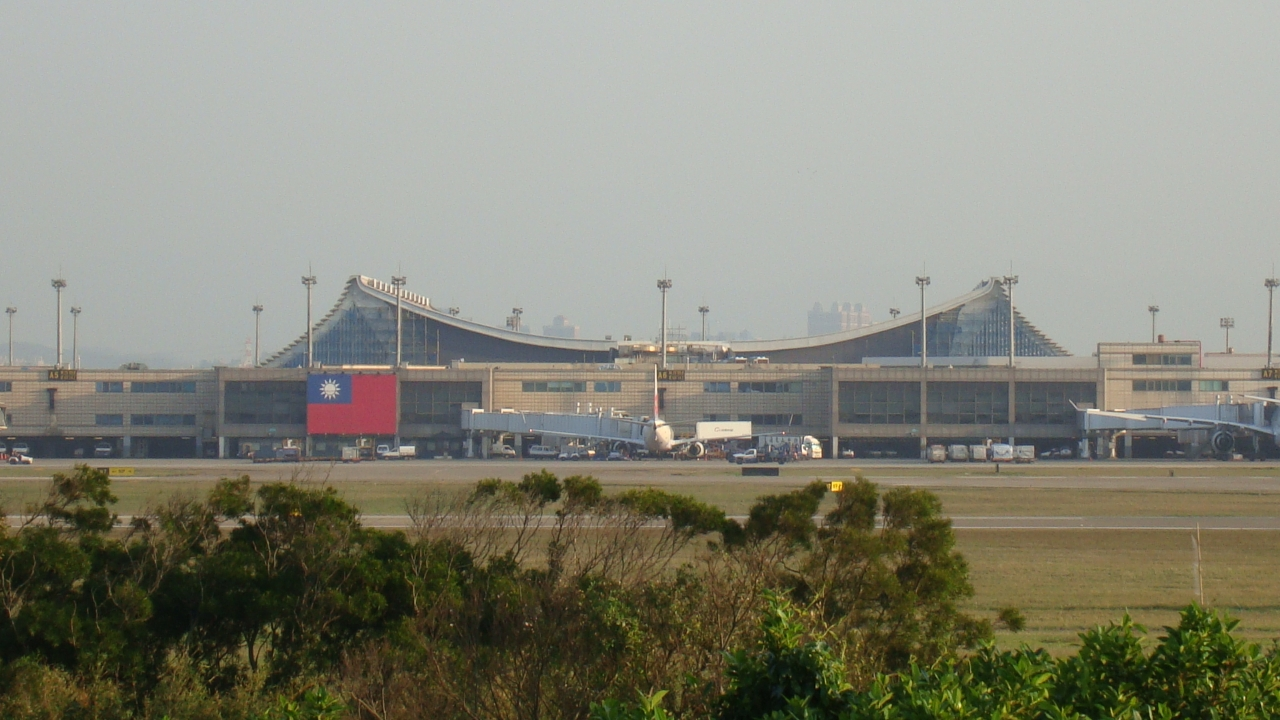
Flughafen Taiwan Taoyuan
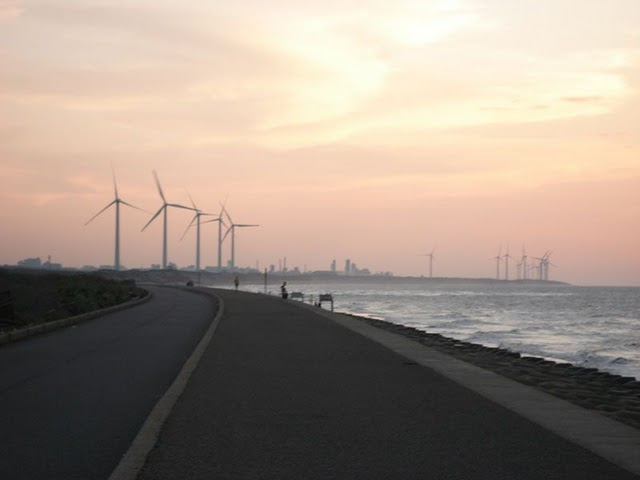
An der Küste von Dayuan
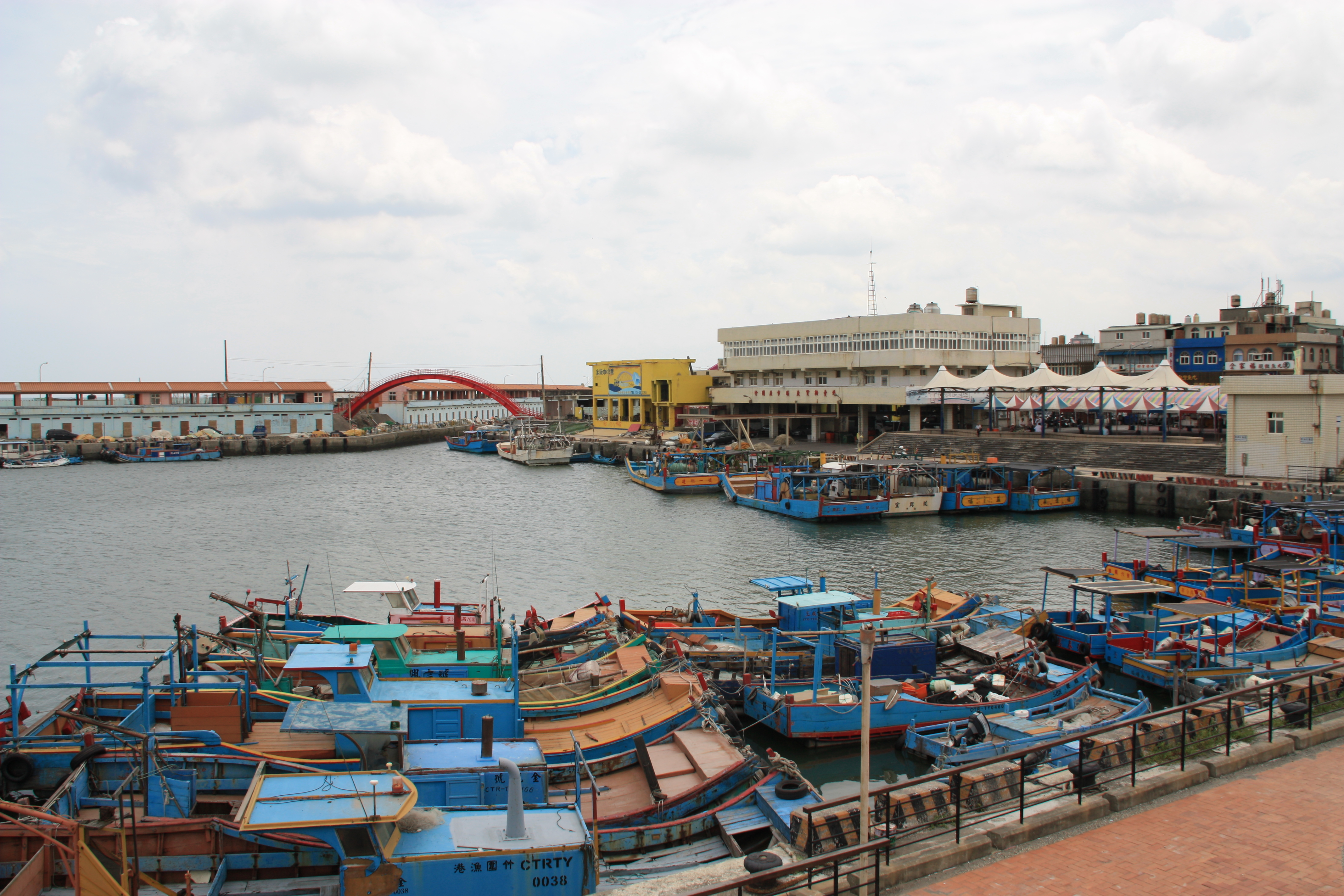
Der Fischereihafen Zhuwei